# Lamelligomphus nilgiriensis
Lamelligomphus nilgiriensis – gatunek ważki z rodziny gadziogłówkowatych (Gomphidae). Występuje w Ghatach Zachodnich w południowo-zachodnich Indiach.